# Louis Pasteur (film)
Louis Pasteur är en amerikansk film från 1936 i regi av William Dieterle. Filmen är en biografisk film om den franske kemisten och biologen Louis Pasteur. Filmen tilldelades tre Oscar, bästa manliga huvudroll (Paul Muni), samt bästa manus efter förlaga och bästa berättelse. Den var även nominerad i kategorin bästa film.

## Rollista
- Paul Muni – Louis Pasteur
- Josephine Hutchinson – Marie Pasteur
- Anita Louise – Annette Pasteur
- Donald Woods – dr. Jean Martel
- Fritz Leiber – dr. Charbonnet
- Henry O'Neill – dr. Emile Roux
- Porter Hall – dr. Rossignol
- Raymond Brown – dr. Radisse
- Akim Tamiroff – dr. Zaranoff
- Halliwell Hobbes – dr. Lister
- Frank Reicher – dr. Pfeiffer
- Dickie Moore – Joseph Meister
- Walter Kingsford – Napoleon III